# Теорема Косниты

Точка Косниты X(54) треугольника ABC

Теорема Косниты — это свойство некоторых окружностей, связанных с произвольным  треугольником.
Пусть {\displaystyle ABC} — произвольный треугольник, {\displaystyle O} — центр его описанной окружности, а {\displaystyle O_{a},O_{b},O_{c}} — центры описанных окружностей трёх треугольников {\displaystyle OBC}, {\displaystyle OCA} и {\displaystyle OAB} соответственно.  Теорема утверждает, что три прямых {\displaystyle AO_{a}}, {\displaystyle BO_{b}} и {\displaystyle CO_{c}} пересекаются в одной точке . Этот факт был установлен Румынским математиком Цезарем Коснита (Cezar Coşniţă, 1910-1962)
.
Точка, в которой прямые пересекаются, известна как точка Косниты треугольника (название дал Ригби в 1997). Точка является изогонально сопряжённой центру девяти точек. Точка имеет обозначение {\displaystyle X(54)} среди замечательных точек треугольника в списке Кимберлинга. Теорема является частным случаем теоремы Дао о 6 центрах описанных окружностей для вписанного шестиугольника.

## Свойства

Треугольник T с вершинами A, B и C; O — центр описанной окружности (красная).
A*, B* и C* — точки, симметричные точкам A, B и C относительно противоположной стороны.
M — точка пересечения окружностей Массельмана.
Зелёная окружность — окружность девяти точек, N — её центр.
K — точка Коснита.

- Точка Косниты K тесно связана с точкой M Массельмана  (с точкой пересечения окружностей Массельмана). См. рис. и теорему Массельмана. Точка Массельмана {\displaystyle M} является точкой инверсии точки Косниты относительно окружности, описанной вокруг треугольника {\displaystyle T}.

1. ↑  Weisstein, Eric W. Kosnita Theorem (англ.) на сайте Wolfram MathWorld.
2. ↑  Ion Pătraşcu (2010), A generalization of Kosnita's theorem Архивная копия от 10 мая 2017 на Wayback Machine (in Romanian)
3. ↑  Grinberg, 2003, с. 105–111.
4. ↑  Rigby, 1997, с. 156-158.
5. ↑  Clark Kimberling (2014), Encyclopedia of Triangle Centers Архивная копия от 19 апреля 2012 на Wayback Machine, section X(54) = Kosnita Point.  Accessed on 2014-10-08
6. ↑  Dergiades, 2014, с. 243–246.
7. ↑  Cohl, 2014, с. 261–264.
8. ↑  Duong, 2016, с. 25-39.
9. ↑  X(3649) = KS(INTOUCH TRIANGLE). Дата обращения: 7 февраля 2017. Архивировано 26 апреля 2017 года.